# Floresklasse

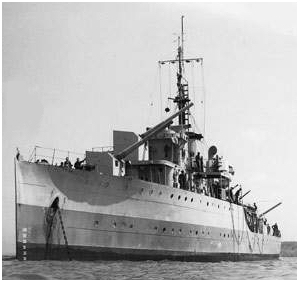
Flores

De Floresklasse was een klasse van Nederlands flottieljevaartuigen. De schepen werden halverwege de jaren 20 van de twintigste eeuw gebouwd en deden dienst tijdens de Tweede Wereldoorlog. De schepen werden gebouwd door de Rotterdamsche Droogdok Maatschappij.

## Schepen
| Name   | Kiellegging      | Tewaterlating    | In dienst     | Uit Dienst        |
| ------ | ---------------- | ---------------- | ------------- | ----------------- |
| Flores | 13 januari 1925  | 15 augustus 1925 | 25 maart 1926 | 16 september 1968 |
| Soemba | 24 december 1924 | 24 augustus 1925 | 12 april 1926 | 9 juni 1985       |